# Heinz Neef
Heinz Neef ist ein ehemaliger deutscher Basketballspieler.

## Laufbahn
Neef spielte für den TuS Stuttgart 1867 und nahm 1965 mit der bundesdeutschen Nationalmannschaft an der Europameisterschaft in der Sowjetunion teil. Im Turnierverlauf erzielte er in fünf Einsätzen insgesamt fünf Punkte.